# Championnats du monde de patinage artistique 1907
Navigation
Mondiaux 1906 Mondiaux 1908
Les championnats du monde de patinage artistique 1907 ont lieu du 21 au 22 janvier 1907 à la patinoire extérieure de Vienne dans l'empire d'Autriche-Hongrie.

## Podiums
| Épreuves                      | Or             | Argent       | Bronze          |
| ----------------------------- | -------------- | ------------ | --------------- |
| Messieurs résultats détaillés | Ulrich Salchow | Max Bohatsch | Gilbert Fuchs   |
| Dames résultats détaillés     | Madge Syers    | Jenny Herz   | Lily Kronberger |

## Tableau des médailles
| Rang  | Nation      | Or | Argent | Bronze | Total |
| ----- | ----------- | -- | ------ | ------ | ----- |
| 1     | Royaume-Uni | 1  | 0      | 0      | 1     |
| 1     | Suède       | 1  | 0      | 0      | 1     |
| 3     | Autriche    | 0  | 2      | 0      | 2     |
| 4     | Allemagne   | 0  | 0      | 1      | 1     |
| 4     | Hongrie     | 0  | 0      | 1      | 1     |
| Total | Total       | 2  | 2      | 2      | 6     |

## Détails des compétitions

### Messieurs
| Rang | Nom               | Nation    | Places | Points | Fig. impo. | Prog. libre |
| ---- | ----------------- | --------- | ------ | ------ | ---------- | ----------- |
| 1    | Ulrich Salchow    | Suède     | 5      |        |            |             |
| 2    | Max Bohatsch      | Autriche  | 11     |        |            |             |
| 3    | Gilbert Fuchs     | Allemagne | 12     |        |            |             |
| 4    | Per Thorén        | Suède     | 20     |        |            |             |
| 5    | Heinrich Burger   | Allemagne | 24     |        |            |             |
| 6    | Martin Gordan     | Allemagne | 32     |        |            |             |
| 7    | Martinus Löhrdahl | Norvège   | 33     |        |            |             |

### Dames
| Rang | Nom              | Nation      | Places | Points | Fig. impo. | Prog. libre |
| ---- | ---------------- | ----------- | ------ | ------ | ---------- | ----------- |
| 1    | Madge Syers      | Royaume-Uni | 5      |        |            |             |
| 2    | Jenny Herz       | Autriche    | 12     |        |            |             |
| 3    | Lily Kronberger  | Hongrie     | 13     |        |            |             |
| 4    | Elsa Rendschmidt | Allemagne   | 22     |        |            |             |
| 5    | Gwendolyn Lycett | Royaume-Uni | 23     |        |            |             |